# Friedrich Konrad Stork
Friedrich Konrad Stork (* 30. Dezember 1914 in Schallstadt; † 2. November 1988 ebenda) war ein deutscher Politiker (FDP).

## Leben und Wirken
Da Stork sehr früh seine Eltern verlor – sein Vater fiel 1916 im Ersten Weltkrieg, seine Mutter starb 1921 – wuchs er später bei seinem Großvater Johann Albert Stork auf, der Bürgermeister von Schallstadt und Mitglied des Badischen Landtags war. Dieser starb 1929, sodass der Altrößlewirt Max Burggraf die Vormundschaft und Vermögensverwaltung für Friedrich Konrad Stork übernahm.
Stork besuchte die Volksschule, die landwirtschaftliche Berufsschule und die Landwirtschaftsschule. 1935 übernahm er nach der bestandenen bäuerlichen Werkprüfung das Weingut seines Großvaters. Zum 1. Mai 1937 trat er der NSDAP bei. Nur wenig später musste er seinen Wehrdienst ableisten, dafür wurde er im Reichsberufswettkampf Landessieger in der Kategorie „Winzer mit Fachschule“. Im Zweiten Weltkrieg wurde er im Kriegsdienst an der Ost- und der Westfront eingesetzt und dabei viermal verwundet, im Juli 1945 konnte er aus der sowjetischen Kriegsgefangenschaft in Bessarabien flüchten. In dieser Zeit übernahm seine 1938 angeheiratete Frau Hilda den Weinbaubetrieb.
Nach dem Krieg war Stork Mitbegründer des Schallstadter Ortsverbandes der FDP, deren stellvertretender Kreisvorsitzender er von 1965 bis 1979 war. Im November 1948 zog er in den Gemeinderat sowie in den Kreistag des Landkreises Freiburg ein. Bis 1972 war er Gemeindeabgeordneter und in dieser Zeit auch stellvertretender Bürgermeister. Bis 1979 war er Kreistagsabgeordneter, nach der Kreisreform im Landkreis Breisgau-Hochschwarzwald. Von 1953 bis 1974 saß er auch der Kreistagsfraktion der FDP vor. 1965 wurde er zudem Vorsitzender des Kreistags und war damit stellvertretender Landrat. Von 1956 bis 1976 gehörte er auch dem baden-württembergischen Landtag an, stets gewählt über ein Zweitmandat im Wahlkreis Freiburg-Land. Vor allem verkehrspolitisch war Stork engagiert. Anfang der fünfziger Jahre sprach er sich für einen Zusammenschluss der drei südwestdeutschen Bundesländer aus. 1960 fand das erste von ihm initiierte Weinfest auf dem Batzenberg statt. Unter ihm begannen 1969 die letztlich erfolgreichen Gespräche zum Zusammenschluss der Gemeinden Schallstadt und Wolfenweiler.
Stork starb nach längerer Krankheit, er hinterließ drei Söhne und eine Tochter.

## Auszeichnungen
- 1965: Staatsmedaille für Land- und Forstwirtschaft in Gold des Landes Baden-Württemberg
- 1969: Bundesverdienstkreuz 1. Klasse
- 1974: Großes Bundesverdienstkreuz
- 1976: Erinnerungsmedaille des Regierungspräsidenten von Freiburg
- 1980: Verdienstmedaille des Landes Baden-Württemberg
- Grünes Band des Badischen landwirtschaftlichen Hauptverbandes
- Silberne Ehrennadel des Badischen Weinbauverbandes u. a.